# Trentino-Zuid-Tirol
Trentino-Zuid-Tirol (Italiaans: Trentino-Alto Adige, Duits: Trentino-Südtirol) is een autonome regio in het noorden van Italië. De hoofdstad van Trentino-Zuid-Tirol is Trente (Italiaans: Trento).
Trentino-Zuid-Tirol is verdeeld in twee autonome provincies: Trente (Italiaans: Trento) en Zuid-Tirol (Italiaans: Alto Adige of Bolzano, Duits: Südtirol). De provincie Trente is nagenoeg volledig Italiaanstalig met zeer kleine Duitse en Ladinische (Reto-Romaanse) minderheden, de provincie Zuid-Tirol is in grote meerderheid Duitstalig met een Italiaanse en eveneens een kleine Ladinische minderheid.
Van de totale bevolking spreekt ongeveer zestig procent Italiaans, bijna veertig procent Duits en enkele procenten Ladinisch. De Duitstaligen worden Zimbern genoemd.
Sinds 1971 ligt het zwaartepunt van de macht bij de twee provincies en speelt de autonome regio Trentino-Zuid-Tirol een zeer beperkte, coördinerende rol.

## Geschiedenis
Sinds het begin van de 8e eeuw maakte het gebied van het huidige Noord- en Zuid-Tirol deel uit van het hertogdom Beieren; in 1027 kwam ook Trentino als bisdom in de Beierse invloedssfeer, en in 1363 werden deze gebieden Habsburgs. Sindsdien maakten ze deel uit van Oostenrijk. Echter, na de Eerste Wereldoorlog mocht Italië het gebied ten zuiden van de Alpenkammen annexeren als beloning voor de Italiaanse toetreding tot het geallieerde kamp in de oorlog. 
De huidige provincie Zuid-Tirol was destijds voor 95% Duitstalig, maar werd in de volgende twee decennia, het tijdperk van het fascisme, toenemend veritaliaanst door massale immigratie. Alle Duitstalige geografische namen werden naar het Italiaans vertaald en als enige verplicht gesteld. Ook de naam Tirol werd verboden,  tot op heden spreekt men in het Italiaans uitsluitend van Alto Adige. In het openbare leven, de media en het onderwijs werd de Duitse taal verboden. Duitsland en Italië kwamen bij een geheim verdrag in 1939 overeen om de Zuid-Tirolers — officieel heetten zij in het Italiaans allogeni ofwel vreemdelingen, "allochtonen" — de keuze te geven om óf naar het Duitse Rijk te verhuizen, óf te blijven maar zich dan ook te verplichten volledig Italiaan te zijn naar taal en cultuur, onder strafwettelijke sancties bij overtreding. 185.000 Zuid-Tirolers kozen voor de eerste optie, 38.000 voor de tweede en 44.000 wilden niet kiezen. Tot eind 1942 verhuisden 80.000 van de eerste categorie naar Oostenrijk en Duitsland en toen stokte de verdere emigratie door het oorlogsverloop.  
Na de Tweede Wereldoorlog organiseerden de Zuid-Tirolers een petitie met meer dan 160.000 handtekeningen aan het adres van de geallieerden waarin de aansluiting bij Oostenrijk bepleit werd, en men vroeg om een volksstemming. Om de dreigende politieke chaos in Italië niet aan te jagen, legden de geallieerden dit verzoek naast zich neer, maar ze verplichtten Italië tot het instellen van regionale autonomie. Deze autonomie garandeerde geenszins de rechten van de Duitstaligen, omdat Zuid-Tirol en Trentino tezamen als autonome regio werden aangewezen en de Duitstalige Tirolers in dit gehele gebied in de minderheid waren en hun rechten dus niet konden realiseren. De Italiaanse regering wilde met een snelle italianisering een einde aan de discussie maken, probeerde de terugkeer van Zuid-Tirolers te blokkeren en stuurde grote aantallen Italiaanse arbeiders naar nieuwe industrievestigingen, zodat het aantal Italiaanssprekenden in enkele jaren met 50.000 toenam. Na gewelddadige acties van Duitstaligen in de jaren zestig besloot Italië onder internationale druk het zwaartepunt van de autonomie te verschuiven naar de provincies, zodat de Duits- en Ladinische meerderheid in de provincie Zuid-Tirol haar autonoom bestuur kon inrichten.  
Door de grondwetswijziging van 2001 is deze autonomie verder uitgebreid. De Italiaanse minderheid voelt zich in deze provincie in een minderheidspositie gedrongen. Maar omdat zij in de hoofdstad Bolzano en in vier andere (doorgaans stedelijke) gemeenten zoals: Bronzolo, Laives, Vadena en Salorno een meerderheid vormen, is voor de meesten van hen gelijkberechtiging gegarandeerd. De scheiding tussen Duits- en Italiaanstaligen loopt parallel met die tussen stedelingen en plattelandsbewoners, en die tussen industriearbeiders en ambtenaren enerzijds tegenover agrariërs en ondernemers in de diensten- en toeristische sector anderzijds.

## Geografie
Trentino-Zuid-Tirol grenst aan de volgende gebieden (van het noorden naar het oosten en zo rond):
- Oostenrijk (deelstaten Tirol en Salzburg)
- regio Veneto (provincies Belluno, Vicenza en Verona)
- regio Lombardije (provincies Brescia en Sondrio)
- Zwitserland (kanton Graubünden).

De rivier de Adige (Duits: Etsch) stroomt vanaf Reschen aan de Reschenpas in de gemeente Graun im Vinschgau langs Mals, het stadje Glurns en de kleine stad Meran (Italiaans: Merano; ten noorden van Bolzano) om dan via Bolzano naar Trente en zo verder naar Verona in Veneto te stromen. In Trentino-Zuid-Tirol vormt ze een diep dal, waarin de steden Meran, Bolzano, Laives, Lavis, Trente, Rovereto, Mori en Ala liggen.
In Trentino-Zuid-Tirol is er in de zomer het bergbeklimmerstoerisme en in de winter zijn er de skitoeristen die het landschap bevolken.
In de streek ligt een aantal wijnregio's en de unieke druivensoort Lagrein komt er voor.